# Aquila Basket Trento 2023-2024
Questa voce raccoglie le informazioni riguardanti l'Aquila Basket Trento nelle competizioni ufficiali della stagione 2023-2024.

## Stagione
La stagione 2023-2024 dell'Aquila Basket Trento sponsorizzata Dolomiti Energia, è la 10ª nel massimo campionato italiano di pallacanestro, la Serie A.

## Roster
Aggiornato al 6 febbraio 2024.
| Dolomiti Energia Trentino 2023-24 | Dolomiti Energia Trentino 2023-24 |
| Giocatori                         | Staff tecnico                     |
| --------------------------------- | --------------------------------- |

| N. | Naz.                                     | Ruolo | Nome                | Anno | Alt.   | Peso   |  |
| -- | ---------------------------------------- | ----- | ------------------- | ---- | ------ | ------ |  |
| 1  | Regno Unito (bandiera)                   | PG    | Quinn Ellis (F)     | 2003 | 194 cm | 83 kg  |  |
| 2  | Stati Uniti (bandiera)                   | AP    | Myles Stephens      | 1997 | 196 cm | 98 kg  |  |
| 3  | Stati Uniti (bandiera)                   | PG    | Prentiss Hubb       | 1999 | 191 cm | 80 kg  |  |
| 4  | Italia (bandiera)                        | A     | Davide Alviti       | 1996 | 200 cm | 92 kg  |  |
| 7  | Senegal (bandiera)                       | AP    | Saliou Niang (F)    | 2004 | 199 cm | 86 kg  |  |
| 8  | Italia (bandiera)                        | GA    | Luca Conti          | 2000 | 196 cm | 84 kg  |  |
| 10 | Argentina (bandiera) · Italia (bandiera) | P     | Andrés Forray (C)   | 1986 | 188 cm | 88 kg  |  |
| 11 | Stati Uniti (bandiera)                   | C     | Derek Cooke         | 1991 | 206 cm | 100 kg |  |
| 13 | Mali (bandiera)                          | AC    | Mahmadou Diarra (F) | 2005 | 205 cm | 95 kg  |  |
| 14 | Italia (bandiera)                        | AG    | Cesare Placinschi   | 2007 | 202 cm |        |  |
| 16 | Italia (bandiera)                        | A     | Lorenzo Zangheri    | 2004 | 199 cm | 88 kg  |  |
| 17 | Italia (bandiera)                        | AG    | Mattia Udom         | 1993 | 200 cm | 104 kg |  |
| 19 | Italia (bandiera)                        | C     | Paul Biligha        | 1990 | 200 cm | 106 kg |  |
| 23 | Italia (bandiera)                        | C     | Maximilian Ladurner | 2001 | 207 cm | 95 kg  |  |
| 24 | Lettonia (bandiera)                      | AG    | Andrejs Gražulis    | 1993 | 202 cm | 101 kg |  |
| 31 | Stati Uniti (bandiera)                   | G     | Matt Mooney         | 1995 | 191 cm | 88 kg  |  |
| 34 | Stati Uniti (bandiera)                   | A     | Daulton Hommes      | 1996 | 204 cm | 99 kg  |  |
| 44 | Stati Uniti (bandiera)                   | P     | Kamar Baldwin       | 1997 | 185 cm | 86 kg  |  |

| Allenatore                                                                                |
| - Paolo Galbiati                                                                          |
| Assistente/i                                                                              |
| - Fabio Bongi - Davide Dusmet Legenda - (C) Capitano - (IN) Inattivo - Infortunato Roster |

## Mercato

### Sessione estiva
| Acquisti | Acquisti          | Acquisti           | Acquisti      | Acquisti |
| R.       | Nome              | da                 | Modalità      |          |
| -------- | ----------------- | ------------------ | ------------- | -------- |
| P        | Kamar Baldwin     | Maine Celtics      | svincolato    |          |
| P        | Quinn Ellis       | Monferrato Basket  | fine prestito |          |
| PG       | Prentiss Hubb     | R. Ludwigsburg     | svincolato    |          |
| AP       | Myles Stephens    | Crailsheim Merlins | svincolato    |          |
| A        | Davide Alviti     | Olimpia Milano     | svincolato    |          |
| AG       | Andrea Mezzanotte | N.B. Brindisi      | fine prestito |          |
| AG       | Davide Pascolo    | U.C.C. Piacenza    | fine prestito |          |
| C        | Paul Biligha      | Olimpia Milano     | svincolato    |          |
| C        | Derek Cooke       | Skyl. Francoforte  | svincolato    |          |
| C        | Matthias Tass     | Manresa            | fine prestito |          |

| Cessioni | Cessioni          | Cessioni          | Cessioni       | Cessioni |
| R.       | Nome              | a                 | Modalità       |          |
| -------- | ----------------- | ----------------- | -------------- | -------- |
| P        | Matteo Spagnolo   | Real Madrid       | fine prestito  |          |
| PG       | Diego Flaccadori  | Olimpia Milano    | opzione uscita |          |
| G        | Drew Crawford     | Hapoel Holon      | fine contratto |          |
| GA       | Trent Lockett     | Free agent        | fine contratto |          |
| AG       | Andrea Mezzanotte | Universo Treviso  | opzione uscita |          |
| AG       | Davide Pascolo    | Pall. Forlì 2.015 | fine contratto |          |
| C        | Darion Atkins     | Pall. Reggiana    | fine contratto |          |
| C        | Matthias Tass     | Ostenda           | rescissione    |          |

### Dopo l'inizio della stagione
| Acquisti | Acquisti       | Acquisti   | Acquisti        | Acquisti   |
| R.       | Nome           | da         | Data            | Modalità   |
| -------- | -------------- | ---------- | --------------- | ---------- |
| G        | Matt Mooney    | Samsun     | 1 febbraio 2024 | svincolato |
| A        | Daulton Hommes | Free agent | 29 aprile 2024  | svincolato |

| Cessioni | Cessioni            | Cessioni            | Cessioni        | Cessioni    |
| R.       | Nome                | a                   | Data            | Modalità    |
| -------- | ------------------- | ------------------- | --------------- | ----------- |
| C        | Maximilian Ladurner | Benedetto XIV Cento | 9 novembre 2023 | rescissione |
| AP       | Myles Stephens      | Nymburk             | 6 febbraio 2024 | rescissione |
| A        | Andrejs Gražulis    | Free agent          | 10 maggio 2024  | risoluzione |